# Megalorhipida paradefectalis
Megalorhipida paradefectalis là một loài bướm đêm thuộc họ Pterophoridae. Nó được tìm thấy ở Ấn Độ (Himachal Pradesh).
Sải cánh dài khoảng 10 mm.